# Joannis Grivas
Joannis Grivas, řecky Ιωάννης Γρίβας (23. února 1923 – 27. listopadu 2016) byl řecký právník.
V roce 1989 byl krátce nestranickým premiérem Řecka v úřednické vládě, která vznikla v politické krizi po volbách roku 1989. Grivasův kabinet neuspěl, byl rychle vystřídán další úřednickou vládou Xenofóna Zolotase. Grivas do funkce premiéra nastoupil z pozice prezidenta Nejvyššího soudu, kterou zastával v letech 1989–1990.